# Ecliptopera odontoplia
Ecliptopera odontoplia es una especie de polilla de la familia Geometridae. La especie fue descrita por primera vez por Louis Beethoven Prout en 1935 con distribución en la Isla de Java. El holotipo de la especie fue descrita en Singolangoe.